# Venjador
Venjador (títol original: Today You Die) és una pel·lícula estatunidenca d'acció de Don E. FauntLeRoy, amb Steven Seagal, estrenada l'any 2005. Ha estat doblada al català.

## Argument
Després d'un últim robatori, Harlen (Steven Seagal) n lladre que vol deixar el món del crim, és contractat per conduir un camió de fons per a un casino de Las Vegas. Durant el treball, el seu supervisor, Bruno, decideix robar el furgó, implicant-lo casualment com a còmplice i matant a la resta de companys. Després de ser perseguits per la policia i sofrir un aparatós accident, Harlan és detingut patint amnèsia. Des de la presó, posarà en marxa la seva venjança contra els que l'han posat allà.

## Repartiment
- Steven Seagal: Harlen
- Anthony « Treach » Criss: Ice Kool
- Sarah Buxton: Agent Rachael Knowles
- Nick Mancuso: Agent Saunders
- Robert Miano: Bruno
- Mari Morrow: Jada
- Kevin Tighe: Max
- Chloë Grace Moretz: una noia al St. Thomas Hospital

## Al voltant de la pel·lícula
Diversos punts poden ser destacats en aquest film:
- Per a quina agència governamental treballen l'agent Rachael Knowles i l'agent Saunders? Al film, no s'hi fa cap al·lusió. Tanmateix, als bonus (making off), aquesta agència és anunciada: la DEA, l'agència americana anti-droga..
- Abans de l'última escena, es pot veure que són en una ciutat d'Europa de la Unió Europea perquè hi ha la bandera de la UE. Però, hom s'adona que és Suïssa (bandera suïssa). Però Suïssa no forma part de la UE.
- En aquesta mateixa escena, es veu Ice Kool fent el donatiu per a l'orfenat. Per què la policia i sobretot l'agent Rachel Knowles no l'han detingut? Què la policia ha oblidat que era un criminal i que s'ha escapat de la presó?